# Großer Steinspanner
Der Große Steinspanner (Gnophos furvata), auch Aschgrauer Steinspanner genannt, ist ein Schmetterling (Nachtfalter) aus der Familie der Spanner (Geometridae).

## Merkmale

### Falter
Die auffallend großen Falter erreichen eine Flügelspannweite von 38 bis 52 Millimetern und sind dadurch mit anderen Steinspannerarten nicht zu verwechseln. Auf den Flügeln herrschen graue oder graubraune Tönungen vor. Das Mittelfeld der Vorderflügel ist verdunkelt und von stark gewellten Querlinien begrenzt, die sich auf den Hinterflügeln fortsetzen. Die kleinen kreisrunden Mittelpunkte sind oftmals undeutlich angelegt. Bei der Unterart Gnophos furvata cinerascens fehlen sie gänzlich. Einige Exemplare lassen eine weißliche Wellenlinie erkennen. Der Saum der Hinterflügel ist sehr stark gewellt.

### Raupe
Erwachsene Raupen wirken dick und walzig und haben eine bräunliche oder gelbliche Färbung. Charakteristisch sind zwei kleine Spitzen auf dem elften Segment sowie zwei schwach ausgebildete Analspitzen.

### Puppe
Die Puppe hat eine glänzend rotbraune Farbe und zeigt zwei kurze Dornen am flachen, breiten Kremaster.

## Geographische Verbreitung und Lebensraum
Der Große Steinspanner kommt im südlichen und mittleren Europa lokal vor. Im Osten reicht das Vorkommen bis zu den Karpaten und zur Ukraine. Insbesondere ist die Art auf Kalkboden anzutreffen. In den Alpen steigt sie bis auf 2000 Meter. Sie bewohnt bevorzugt steinige Hänge sowie Trocken- und Felsrasengebiete.

## Lebensweise
Die Falter sind überwiegend nachtaktiv und besuchen künstliche Lichtquellen. Zuweilen fliegen sie auch am Tage und ruhen gern auf Felsen und Steinen. Es wurden auch Falter beobachtet, die an Wasserdost (Eupatorium cannabinum) sowie an Pechnelken- (Lychnis) und Leimkrautarten (Silene) saugen. Flugzeit sind die Monate Juni bis September. Die Raupen leben ab dem Spätsommer an den Blättern verschiedener Pflanzen, beispielsweise an Schlehdorn (Prunus spinosa), Rotem Hartriegel (Cornus sanguinea), Gewöhnlicher Waldrebe (Clematis vitalba), Berg-Kronwicke (Coronilla coronata) oder Gewöhnlichem Hufeisenklee (Hippocrepis comosa). Sie überwintern und verpuppen sich im Juni des folgenden Jahres.

## Gefährdung
Der Große Steinspanner kommt in den südlichen und mittleren deutschen Bundesländern vor und wird auf der Roten Liste gefährdeter Arten in Kategorie 3 (gefährdet) eingestuft.